# Benji Madden
Pour les articles homonymes, voir Madden.
Benjamin Levi Madden, né le 11 mars 1979 à Waldorf, est le guitariste du groupe Good Charlotte, dont son frère jumeau Joel est le chanteur. Il est aussi le gérant d'une compagnie de vêtements, DJ et producteur.
Benji Madden est le cofondateur avec son frère Joel Madden et les autres membres Billy Martin, Paul Thomas du groupe Good Charlotte.

## Biographie

### Jeunesse

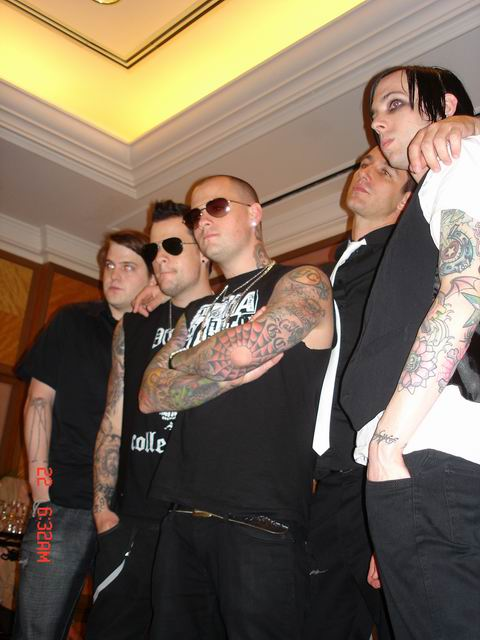
Benji Madden (au centre) avec les membres de Good Charlotte.

Benji Madden est né à Waldorf dans le Maryland, d'une famille ouvrière irlando-américaine. Benji a un frère jumeau Joel Madden, avec qui il a créé le groupe Good Charlotte. Il a aussi un frère plus vieux, Josh, qui l'a aidé à créer sa ligne de vêtements DCMA Collective. Madden a également une sœur plus jeune, Sarah, qui a fait partie d'un groupe appelé Her Daily Obsession. Lorsque Benji a 16 ans, son père quitte le foyer familial, ce qui entraîne de graves problèmes financiers pour la famille. Les frères Madden font alors divers petits boulots pour subvenir aux besoins de la famille. Lorsqu'il atteint une vingtaine d'années, Benji Combs alors, reprend le nom de jeune fille de sa mère, Madden.

### Good Charlotte
Les frères Madden créèrent le groupe Good Charlotte en 1995, avec leur ami d'enfance Paul Thomas à la basse, et Billy Martin à la guitare. Ils trouvèrent le nom « Good Charlotte » d'après le livre Good Charlotte: The Girls of Good Day Orphanage.
Après un album intitulé sobrement Good Charlotte le groupe connut un grand succès commercial avec leur album The Young & the Hopeless sorti en 2001. Influencé par des groupes tels que Blink 182, Green Day, NOFX, ou encore The Offspring, Good Charlotte explosa avec le titre Lifestyle of The Rich and Famous. La notoriété des frères Madden étant de plus en plus grande, Benji et Joel sont choisis pour présenter l'émission All Things Rock sur MTV.
À la suite de cela, en 2004 sort l'album The Chronicles of Life and Death, qui eut du mal à faire aussi bien que son prédécesseur.
Avec le succès vinrent les critiques, notamment de la scène punk reprochant au groupe leurs trop nombreuses apparitions sur MTV et leurs diverses lignes de vêtements, ce qui est contraire au DIY punk.
En 2007 sortira le quatrième album intitulé Good Morning Revival, album considéré comme un retour aux sources.
Leur cinquième album intitulé Cardiology est sorti en novembre 2010.

### Autres projets

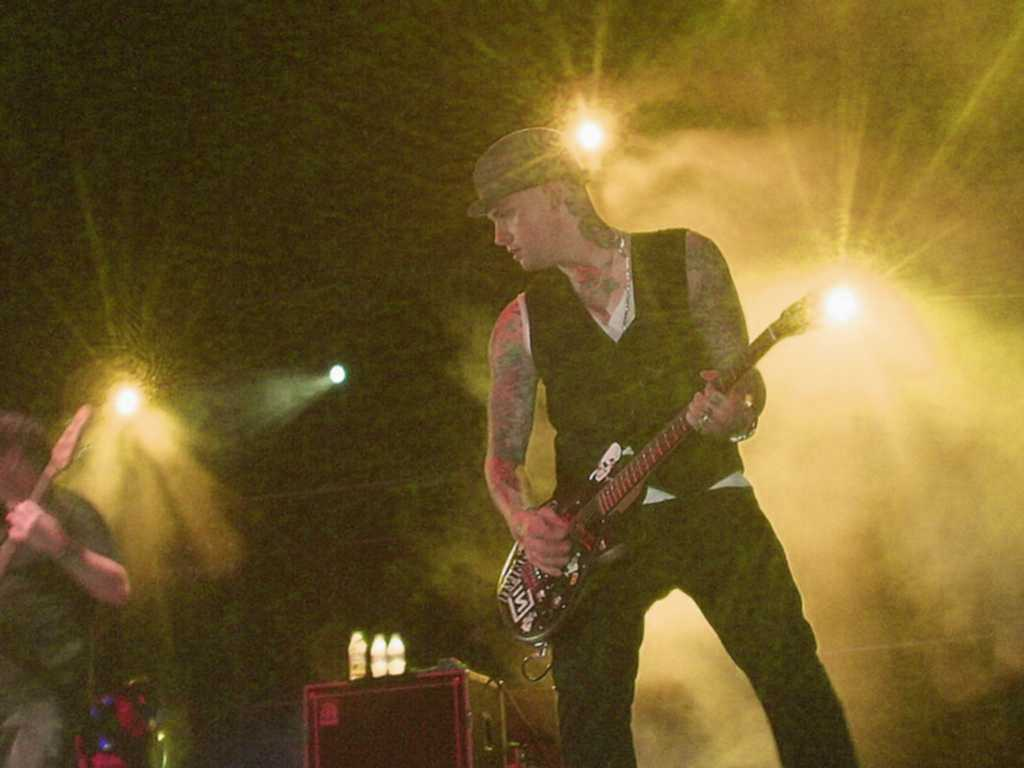
Benji Madden en concert

En 2001, Benji et les autres membres du groupe font une apparition dans le film Sex Academy, puis il en fait une autre dans le film Material Girls avec son frère Joel.
Benji est apparu dans le clip vidéo du groupe Rancid pour leur single « Fall Back Down ».
Benji créa la marque MADE Clothing avec ses frères Joel et Josh. Le mot « MADE » signifiant la volonté de se battre pour ceux qu'on aime. La ligne est maintenant défunte, et s'intitule DCMA Collective, toujours tenu par Benji et ses frères. En mars 2008 un magasin DCMA Collective ouvrit à Los Angeles en Californie.
Benji et son frère Joel prirent part au side project Dead Executives, Madden étant le coauteur et coproducteur sur l'album de Hilary Duff, il coécrit le thème de la série de Paris Hilton « My New BFF ».
Benji a ouvert avec son frère Joel et Carey Hart, champion de motocross freestyle, et mari de P!nk, le bar Wasted Space à Las Vegas, qui a pour thème le rock 'n' roll et le monde du tatouage et qui accueille des concerts toutes les semaines.

## Vie personnelle
Benji vit à Glendale en Californie. Benji sortait avec le mannequin Sophie Monk, en 2008 des rumeurs de mariage étaient annoncées, mais le couple se sépara en février 2008. Juste un mois plus tard, Madden s'afficha avec Paris Hilton, ils exprimèrent rapidement leur envie de mariage et d'enfants, mais le couple rompit après quelques mois.
Il sortait avec la sœur de Pete Wentz (bassiste du groupe Fall Out Boy) Hillary Wentz.
Contrairement aux rumeurs, Benji n'est jamais sorti avec  Holly Madison, qui a participé à l'émission de télé réalité Les Girls de Playboy (The Girls Next Door). On a pu apprendre par Holly elle-même, dans sa nouvelle télé-réalité Holly's World, que sa relation avec Benji est purement amicale, et que les sites people ont inventé la romance.
Madden collectionne les poupées Living Dead Dolls, un épisode de MTV Cribs montre sa collection. Il a aussi un tigre comme animal domestique. Madden est connu pour être fortement tatoué, il a notamment le dos entièrement couvert d'un tatouage à l'effigie de Benjamin Franklin.
Benji Madden est en couple avec l'actrice américaine Cameron Diaz depuis mai 2014. Ils se marient le 5 janvier 2015. Le 30 décembre 2019, ils deviennent parents d'une fille grâce à une mère porteuse.

## Discographie / Collaboration
| Année | Artiste/Groupe       | Album                            | Contribution                              |
| ----- | -------------------- | -------------------------------- | ----------------------------------------- |
| 2000  | Good Charlotte       | Good Charlotte                   | guitare / chant                           |
| 2002  | Good Charlotte       | The Young and the Hopeless       | guitare / chant                           |
| 2002  | Goldfinger           | Open Your Eyes                   | guitare sur la chanson "Open Your Eyes"   |
| 2003  | MxPx                 | Before Everything and After'     | chant sur "It's Alright" et "On the Outs" |
| 2003  | Mest                 | Mest                             | chant sur "Jaded"                         |
| 2004  | Good Charlotte       | The Chronicles of Life and Death | guitare / chant                           |
| 2004  | Hazen Street         | Hazen Street                     | chant sur "Are You Ready et All That"     |
| 2007  | Good Charlotte       | Good Morning Revival             | guitare / chant                           |
| 2007  | Ben Lee              | Ripe                             | Chant sur "Sex Without love"              |
| 2007  | MxPx                 | Tightly Wound                    | Chant                                     |
| 2009  | Apoptygma Berzerk    | Apollo                           | Chant                                     |
| 2010  | Good Charlotte       | Cardiology                       | guitare / chant                           |
| 2013  | Tonight Alive        | The Other Side                   | chant sur "Breakdown"                     |
| 2014  | Madden Brothers      | Greetings from California        | guitare / chant                           |
| 2016  | Good Charlotte       | Youth Authority                  | guitare / chant                           |
| 2018  | Good Charlotte       | Generation Rx                    | guitare / chant                           |
| 2019  | Sleeping With Sirens | How It Feels to Be Lost          | Chant sur "Never Enough"                  |
| 2020  | Hollywood Undead     | New Empire, Vol. 1               | Chant sur "Second Chances"                |